# Gustavo E. Romero
Gustavo Esteban Romero es profesor de Astrofísica Relativista en la Universidad de La Plata e Investigador Superior del Consejo Nacional de Investigaciones de Argentina. Actualmente es Director del Instituto Argentino de Radioastronomía (IAR). Ha sido Presidente de la Sociedad Argentina de Astronomía y actualmente es el líder del grupo de investigación GARRA. y Helmholtz International Fellow Romero ha sido honrado con varios premios por sus logros en la investigación científica, incluyendo el premio de la Academia Argentina de Ciencias, el Premio Houssay y el Premio Konex 2023. También es divulgador científico en Ciencia del Sur.

## Pensamiento
Como astrofísico, Romero siempre ha tenido un fuerte interés filosófico por la ontología y en cuestiones particulares como el espacio-tiempo (física de los agujeros negros) o la física cuántica. Sin embargo sus intereses no se reducen a la ontología, y también ha presentado distintos trabajos y aportes en otras áreas, desde la epistemología y filosofía de la ciencia a la axiología y ética, pasando por la semántica y alcanzando incluso la estética filosófica.
Romero promueve una forma de filosofía que denomina ‘filosofía científica’, que consiste en abordar cuestiones muy generales del mundo, el entendimiento o la acción social con hipótesis y teorías que sean formuladas con claridad (minimizando la vaguedad) e incluso exactificándolas lógico-matemáticamente si hace falta, y siempre teorizada en relación con las ciencias (naturales, biosociales y/o sociales) de su tiempo. Esto no significa que la filosofía quede reducida a la ciencia, solamente que puede y debe adoptar algunos de sus criterios y métodos (y viceversa, las ciencias se nutren de una matriz de supuestos filosóficos de la que a veces conviene ser consciente en investigación). Defiende entonces una filosofía general que tenga una cierta continuidad con las ciencias y quede en constante dinámica con aquellas a lo largo del tiempo, siendo revisable y criticable. No se trata de una filosofía a priori ni puramente analítica, sino también sintética. Su enfoque podría, pues, caracterizarse como "analítico-sintético", en la tradición de autores como Roy Wood Sellars.
Específicamente, Romero defiende el materialismo no-reduccionista como filosofía, según el cual no hay entidades conscientes incorpóreas ni cosas o rasgos inmateriales en el mundo real (i.e.: no hay ficciones que sean reales, son siempre irreales). Esto implica que lógicamente no existen ni pueden existir unas entidades divinas, en la mayoría de las cuales además se pueden encontrar todo tipo de contradicciones en sus respectivas definiciones. Apoya el materialismo sobre los avances científicos y tecnológicos modernos, pues todos asumen una realidad en la que sobre los experimentos y artefactos de ingeniería no pueden intervenir entidades mágicas (que salgan o vuelvan a la "nada") o sobrenaturales (más allá de lo que es material o cambiante), y donde se manejan principios tácitos que pueden colisionar con, o al menos restar más apoyo a ciertas ideas religiosas y filosofías de corte inmaterialista. Este materialismo sobre el dinamismo del mundo real no se opone a las ideas eternalistas del propio Romero sobre el espacio-tiempo, pues incluso en un universo 4-dimensional, los cambios son las asimetrías en las distribuciones de eventos.
El materialismo en el que se ubica ontológicamente G. E. Romero es el materialismo sistémico o materialismo sistémico emergentista, cuyo autor original sistema es el también filósofo y físico Mario Bunge. Según tal corriente filosófica, todo lo real es material o cambiante, y todas las cosas materiales constituyen sistemas en distintos niveles de propiedades emergentes (propiedades que poseen los sistemas una vez ensamblados pero no sus constituyentes). Tales emergencias no son propiedades oscuras ni vagas obtenidas por procesos sobrenaturales, sino procesos determinados y a veces incluso predecibles de los sistemas materiales. Según Romero, las propiedades emergentes son las formas de ser de los sistemas, aquellos objetos con composición y vínculos internos que los dotan de estructura. En epistemología y metodología Romero trabaja desde el realismo científico para explicar todas facetas de la investigación científica madura. En ética defiende atender a los valores de los seres humanos mediante normas de derecho-deber en distintas escalas, donde las necesidades de supervivencia conforman lo más importante a preservar; los valores primarios. Sin embargo Romero discrepa en algunos puntos con Bunge y otros autores materialistas sobre algunos debates particulares (véase la siguiente sección: Diferencias con el materialismo sistémico precedente). Para justificar tales ideas y sus diferencias con otros autores, Romero recurre a razonamientos lógicos demostrativos y refutatorios, nuevas formas de axiomatizar teorías, datos recientes de distintas ciencias, nuevas investigaciones, etc.

## Trabajos en investigación científica
Romero ha trabajado ampliamente en astrofísica de rayos gamma, neutrinos, rayos cósmicos y agujeros negros. También ha planteado nuevas formulaciones en interpretación cuántica; en particular ha trabajado en la interpretación literal-estadística de la física cuántica Es conocido por sus investigaciones sobre blazares, microcuásares y fuentes de rayos gamma no identificadas. Sus investigaciones han recibido unas 13.000 citas en la literatura académica, lo que le convierte en uno de los científicos más citados de Argentina.

## Trabajos en investigación filosófica
En el campo de la filosofía, G. E. Romero ha contribuido con investigaciones sobre la Supertarea, la ontología del espacio-tiempo y una defensa del eternalismo y la estética como una rama legítima de la filosofía científica. Ya que el marco de trabajo filosófico de Romero se ubica dentro de la filosofía científica (filosofía exacta e informada científicamente por fuentes actuales) y defiende los desarrollos del materialismo sistémico emergentista, suele ser considerado un discípulo del filósofo y físico argentino-canadiense Mario Bunge.

### Diferencias con el materialismo sistémico precedente
La obra filosófica de G. E. Romero continúa y revisa el proyecto del materialismo sistémico, según el cual todas las cosas existentes y reales son materiales (i.e.: cambiantes, cosas simples con cierta energía o sistemas complejos con cierto diferencial de entropía en el equilibrio termodinámico) y todas las cosas se conforman en sistemas en distintos niveles de emergencia: física < química < biología < sociedad < tecnología. En lo global Romero acuerda con las obras precedentes sobre tal filosofía particular, sin embargo expande y corrige algunos puntos en general adoptados por la mayor parte de autores materialistas sistémicos (como Mario Bunge, Miguel Ángel Quintanilla e incluso Ferrater Mora), en específico y principalmente:
- El espacio-tiempo no se toma como relacional (la posición clásica de Leibniz) sino como substancial (la posición clásica de Newton).[22]
- Se adopta el eternalismo sobre el presentismo como filosofía del tiempo, rompiendo una lanza en favor del universo-bloque globalmente estático de Parménides.[23]
- Los valores no se entienden como propiedades de cosas y seres animales sino como artefactos conceptuales inventados por seres animales complejos; ficciones.[24]
- La estética se considera una rama legítima de la filosofía científica (como estudio analítico y teórico de los valores estéticos).[25]
- Se matizan y corrigen algunos aspectos de la formalización semántica, ontológica y físico-cuántica[26] de la obra de Bunge.

### Teoría ontológica
Romero concuerda con Bunge en que una ontología científica es una ontología que es sistemática, exacta y compatible con la ciencia actual.  La teoría ontológica de Romero es realista, materialista, sistémica, determinística y emergentista. Romero postula que existen objetos concretos (llamados cosas), que se pueden yuxtaponer o superponer para formar nuevas cosas, siendo el universo el agregado de todas las cosas; todas las cosas tienen propiedades, las que pueden ser intrínsecas (si dependen solo de la cosa) o relacionales (si dependen de la cosa y otras cosas); el estado de una cosa es el conjunto de sus funciones y no hay cosas sin leyes; dos cosas interactúan si cada una ella de ellas modifican la historia de la otra y un evento es un cambio de una cosa. Romero propone tres modos de existencia, i) material (para aquello que tiene energía), ii) formal (para aquello que es parte de un sistema formal bien definido) y iii) ficcional (si es caracterizado en algún contexto que no es formal); asimismo, que la realidad parece estar compuesta por cinco niveles: físico, químico, biológico, social y técnico. Con respecto a la causalidad, la define como una relación entre eventos (y no una relación entre cosas) y la describe como una forma de generación de eventos.

#### Espaciotiempo
Romero propone que el espaciotiempo es el sistema emergente de la composición ontológica de todos los eventos y considera los eventos como entidades básicas, "elementos primitivos de una base ontológica".; en ese sentido, apoya un substantivalismo constructivo que puede reducirse a puro relacionismo de eventos.
Asimismo, postula que, a largas escalas, comparadas con la longitud de Planck, el espaciotiempo se comporta como una entidad substancial dotada de energía y que ciertas suposiciones ontológicas básicas detrás de la relatividad general deberían romperse a la longitud de Planck.
Romero ofrece el llamado argumento "termodinámico" para defender el substantivalismo del espaciotiempo, a través del cual sostiene que ya que solo los existententes substanciales pueden ser calentados y el espacio puede ser calentado (de acuerdo con la teoría cuántica de campos en el espaciotiempo curvo), el espaciotiempo tiene una existencia substancial. Según advierte Taqatqeh, mientras Romero cree que el espacio(tiempo) es una entidad material que puede existir en ausencia de cualquier otra cosa material, Einstein consideraba el espacio(tiempo) como una propiedad relacional del campo gravitatorio.
Respecto al estatus ontológicos de los eventos, Romero asevera que aún está en discusión y que, considerando que estos son representados por puntos en una clase de equivalencia de variedades, la pregunta se mantiene en si se puede interpretar estos puntos del espaciotiempo como cosas con propiedades, considerando la existencia de una vaguedad ontológica sobre los eventos.
De otro lado, objeta el presentismo ofreciendo un argumento basado en la existencia de las ondas gravitacionales, a través del cual sostiene que, ya que hay ondas gravitacionales, y que estas tienen una curvatura de Weyl distinta de cero, la cual es solamente posible en cuatro o más dimensiones, y que el presentismo es incompatible con un mundo de 4 dimensiones (ya que es esencialmente la doctrina de que las cosas no tienen partes temporales), este es falso.
En esa misma línea, sostiene que el presentismo es incompatible con la existencia de agujeros negros, argumentando (junto a Pérez) que en el horizonte de un agujero negro, la única opción viable para un presente es su propio horizonte (similar a la luz) y dado que diferentes eventos en este horizonte están co-presentes con eventos distantes separados temporalmente, nos encontramos con un problema: ahora debemos decir que los eventos separados temporalmente están co-presentes con eventos en el horizonte que están mutuamente co-presentes; entonces, por la transitividad de la co-presentidad, los eventos temporalmente separados también deben ser co-presentes. Sobre el particular, Sengers considera que los agujeros negros de Schwarzschild no representan una nueva amenaza independiente para el presentismo.
En contraste, defiende el eternalismo, precisando que el sistema de todos los eventos se asume y mencionando que la neurociencia moderna apoya la idea de que el "paso del tiempo" es una construcción resultante del ordenamiento de procesos cerebrales.
Con respecto a los agujeros negros, Romero considera que son una región del espaciotiempo con alguna curvatura particular, siendo modos de existencia del propio espaciotiempo.
En relación con si el supersubstantivalismo (con el cual se intenta demostrar que todos los campos pueden entenderse, en última instancia, como otras manifestaciones del espaciotiempo) es la ontología del mundo más fundamental, Romero considera que está lejos de ser claro.

#### Campos
De acuerdo con Romero, la física actual nos informa que el mundo parece estar compuesto en última instancia por una serie de campos que existen en el espaciotiempo y se extienden en este, no teniendo partes en un sentido mereológico y pareciendo que su composición es el conjunto vacío. Romero considera que los campos básicos del Modelo Estándar - que incluye 6 campos de leptones y 6 campos de quarks (y los anticampos correspondientes), además de varios campos de bosones: el bosón de Higgs, el fotón, 3 bosones masivos electrodébiles (Z y W±) y 8 gluones) - son lo más parecido a la idea clásica de sustancia que se puede obtener de la física actual. En ese contexto, Romero afirma que las partículas, que son las excitaciones de los campos, son modos de estos y que los campos no excitados no carecen de propiedades; asimismo, que los múltiples objetos que encontramos en el mundo (átomos, personas, planetas, estrellas, galaxias), con excepción de los agujeros negros, están hechos de campos que interactúan.

#### Mente
Para Romero, la mente no es una cosa sino una actividad de una cosa, no habiendo mente sin organismo y cerebro; respecto a la posibilidad de que una máquina tenga mente, debería ser capaz de realizar el conjunto completo de funciones cognitivas del cerebro: percibir, pensar, juzgar, memorizar, recordar y tener autoconsciencia.

### Filosofía de la mecánica cuántica (MC)
Para Romero, la MC se refiere a sistemas cuánticos (los cuales tiene propiedades que no son clásicas) y su ambiente; la teoría no incluye conciencia, individuos humanos o detectores.
Romero considera la Interpretación de Copenhague como implícitamente influida por una filosofía subjetiva y pragmática y extremadamente confusa desde un punto de vista ontológico. y asevera que Bunge ha llevado a cabo una axiomatización realista de la MC, de la que es posible deducir los teoremas estándar de la teoría no relativista.
De otro lado, considera que la Interpretación de los muchos mundos está construida sobre nociones vagas y es inconsistente con las simetrías del espacio tiempo.
La axiomatización de la MC propuesta por Romero, que considera como una actualización a la de Bunge, presenta las siguientes mejoras:
1. La teoría se formula de forma abstracta, en el sentido de que no depende de ninguna representación o imagen en particular, y presenta la ecuación de Schrödinger, la ecuación de Heisenberg y el hamiltoniano de un microsistema libre como teoremas.
2. El uso de la teoría de grupos mejora el papel que juegan las simetrías en la MC.
3. La masa y la carga se eliminan de la base generadora. Ambas propiedades se introducen mediante operadores.
4. El espín se obtiene directamente de la simetría rotacional del sistema.
5. La teoría de funciones generalizadas desarrollada por Gel'fand y Shilov permite tratar a todos los operadores en pie de igualdad mediante el uso del espacio de Hilbert equipado.
6. Las reglas de superselección de Bargmann se presentan como teoremas.
7. La paradoja EPR se puede resolver en este contexto sin dañar el realismo.

Respecto al entrelazamiento, Romero indica que cuando determinamos el estado de uno de los componentes de los sistemas entrelazados, no hay cambio en el estado del otro componente; simplemente hay una especificación del estado del sistema: de los diferentes estados en que puede estar el sistema, siempre ocurre que el estado es el correspondiente a la preparación inicial del sistema. Como no hay trabajo sobre el segundo, no se produce transferencia de energía (la energía del componente es exactamente la misma antes y después de la especificación de su estado). Cabe precisar que considera posible la visión alternativa de que en realidad no existe ninguna conexión causal entre los componentes; solo hay correlaciones no locales (una vez que se ha formado un estado entrelazado, el sistema permanece entrelazado independientemente de la separación espacial de los componentes).

### Críticas a la Teoría de Cuerdas
A través de la demarcación o caracterización bungeana de la ciencia, G. E. Romero considera que las teorías, o más bien dicho según el autor, los posibles modelos de cuerdas, no satisfacen la mayor parte de requisitos científicos: no hay avances empíricos desde hace varias décadas y nunca los ha tenido, los pocos avances consisten solamente en conectar modelos matemáticos (que puede ser de ayuda, pero sigue sin decir nada de los modelos de cuerdas propiamente), sus investigadores recurren asiduamente a estrategias ad hoc que no adelantan nuevos sucesos, etc. Por ello, Romero aconseja dirigir la investigación cosmológica en física teórica por otros cauces que no tengan que ver con la conocida y popular teoría de cuerdas. Sus opiniones rotundas y contundentes sobre este tema le han valido diferentes controversias y polémicas con los teóricos de cuerdas, y diferentes divulgadores físicos.

## Publicaciones relevantes
- Hadronic gamma-ray emission from windy microquasars[66]
- Unidentified 3eg gamma-ray sources at low galactic latitude[67]
- Optical microvariability of southern AGNs[68]
- Accretion vs. colliding wind models for the gamma-ray binary LS I+ 61 303: an assessment[69]
- Gamma-ray emission from Wolf-Rayet binaries[70]
- Reissner-Nordström black hole lensing[71]
- Supernova remnants and γ-ray sources[72]
- Linearized stability of charged thin-shell wormholes[73]
- Hadronic high-energy gamma-ray emission from the microquasar LS I+ 61 303[74]
- From Change to Spacetime: An Eleatic Journey[75]

## Libros
- Introdution to Black Hole Astrophysics[76]
- Scientific Philosophy[10]
- La Naturaleza del Tiempo[64]
- Contemporary Materialism: Its Ontology and Epistemology (Editor with Lino Camprubí and Javier Pérez-Jara)[12]